# Alessia Tuttino

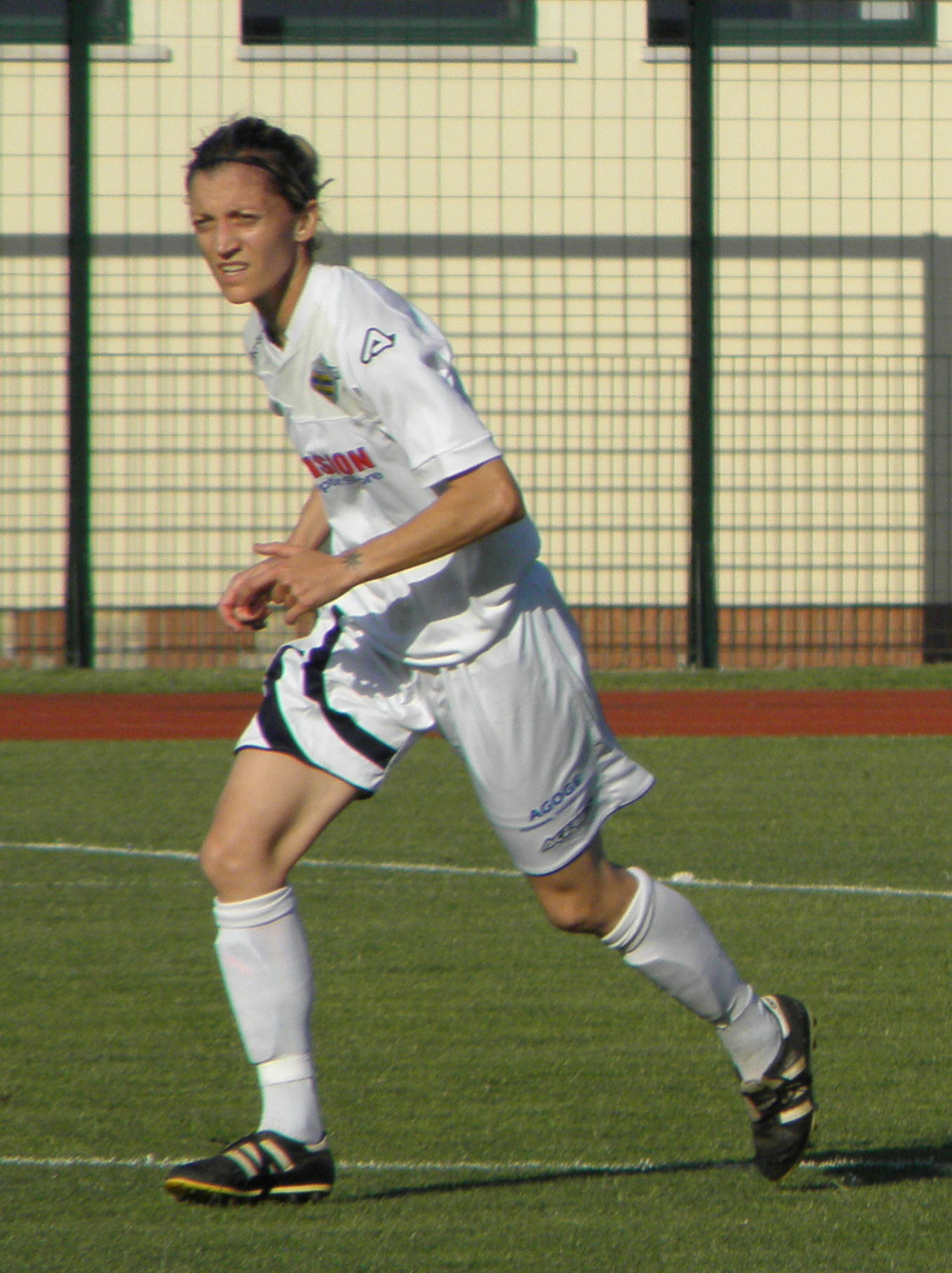
Alessia Tuttino (2018)

Alessia Tuttino (* 15. März 1983 in Udine) ist eine italienische Fußballspielerin. Die Mittelfeldspielerin steht bei ASD CF Bardolino unter Vertrag und spielt für die italienische Nationalmannschaft.
Tuttino begann ihre Karriere beim Verein Tenelo Club Rivignano. In der Saison 2000/01 spielte sie für Foroni Verona in der Serie A. Seit 2001 spielt sie für Bardolino. Mit Bardolino gewann sie 2005, 2007, 2008 und 2009 die italienische Meisterschaft sowie 2006 und 2007 den italienischen Pokal.
Für die italienische Nationalmannschaft spielte Tuttino 67 Mal und erzielte dabei fünf Tore.

## Stationen
- 2000 bis 2001: AC Foroni Verona
- 2001 bis 2010: ASD CF Bardolino
- 2010 bis 2011: ASD Res Roma
- 2011 bis 2015: UPC Tavagnacco